# Kawasaki ZX-6R Ninja
Kawasaki ZX-6R Ninja – japoński motocykl sportowy produkowany przez firmę Kawasaki od 1995 roku.

## Dane techniczne/Osiągi
Silnik: R4
Pojemność silnika: 600 cm³
Moc maksymalna: 128 KM/14000 obr./min
Maksymalny moment obrotowy: 67 Nm/11800 obr./min
Prędkość maksymalna: 262 km/h
Przyspieszenie 0-100 km/h: 3,4 s
- Motocykl (6/2012); Wydawnictwo Motor-Presse Polska Sp. z o.o., Wrocław 2012, s. 20-38, ISSN 1230-767X